# 田心铺站
田心铺站是位于广西壮族自治区桂林市全州县才湾镇田心铺村的一个铁路车站，邮政编码541508。车站建于1957年，有湘桂铁路经过该站，现仅办理货运，不办理客运业务，车站及其上下行区间均未电气化。车站距离衡阳站254公里，隶属南宁铁路局，是四等站。